# Seigerhütte Stolberg
Die Seigerhütte Stolberg war ein frühneuzeitliches Hüttenwerk in der Nähe von Stolberg im Harz. Sie diente gemeinsam mit der bereits 1491 erwähnten gräflichen Silberhütte, die allerdings nur wenige Jahre in Betrieb war und wegen Unrentabilität geschlossen werden musste, der Weiterverarbeitung der innerhalb der Grafschaft Stolberg und im Amt Ebersberg auf dem Territorium der Grafen zu Stolberg gefundenen Erze. 
Die Anlegung der Seigerhütte in unmittelbarer Nähe von Stolberg wird in der Literatur zwischen 1505 und 1512 datiert. Gründer waren der Mansfelder Hüttenmeister Thilo Rincke († 1516) und sein Schwiegersohn Philipp Drachstedt. Daneben gab es mindestens seit 1491 ein gräflich-stolbergisches Hüttenwerk in Rottleberode, das im Frühjahr 1522 grundlegend erneuert wurde. Hier wurden hauptsächlich die am Eichenberg und die im neu angelegten Bergwerk in Günzelsdorf bei Harzungen gewonnenen Erze weiterverarbeitet. Insbesondere wurde in der Rottleberoder Hütte das in den Schmelzöfen hergestellte oder angekaufte Rohkupfer geseigert. Da oft nicht ausreichend Kupfer zur Weiterverarbeitung zur Verfügung stand, wurde dieser Rohstoff im Handel mit dem am Eichenberg gewonnenen Schiefer und mit Eisen außerhalb der Grafschaft Stolberg erworben. Er entwickelte sich ein reger Seigerhandel.  